# Luboszyce-Kultur

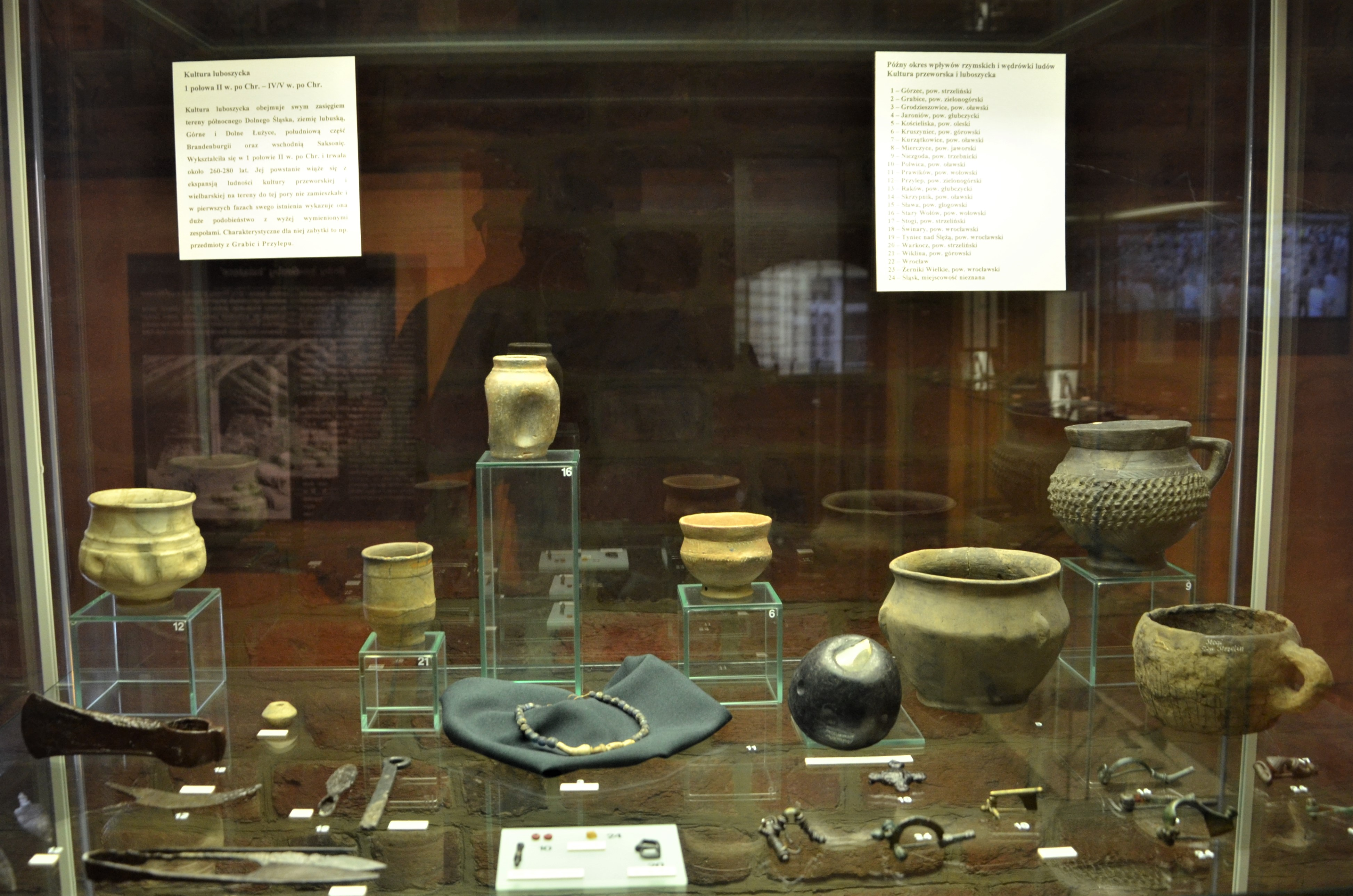
Burgunder Keramikfunde

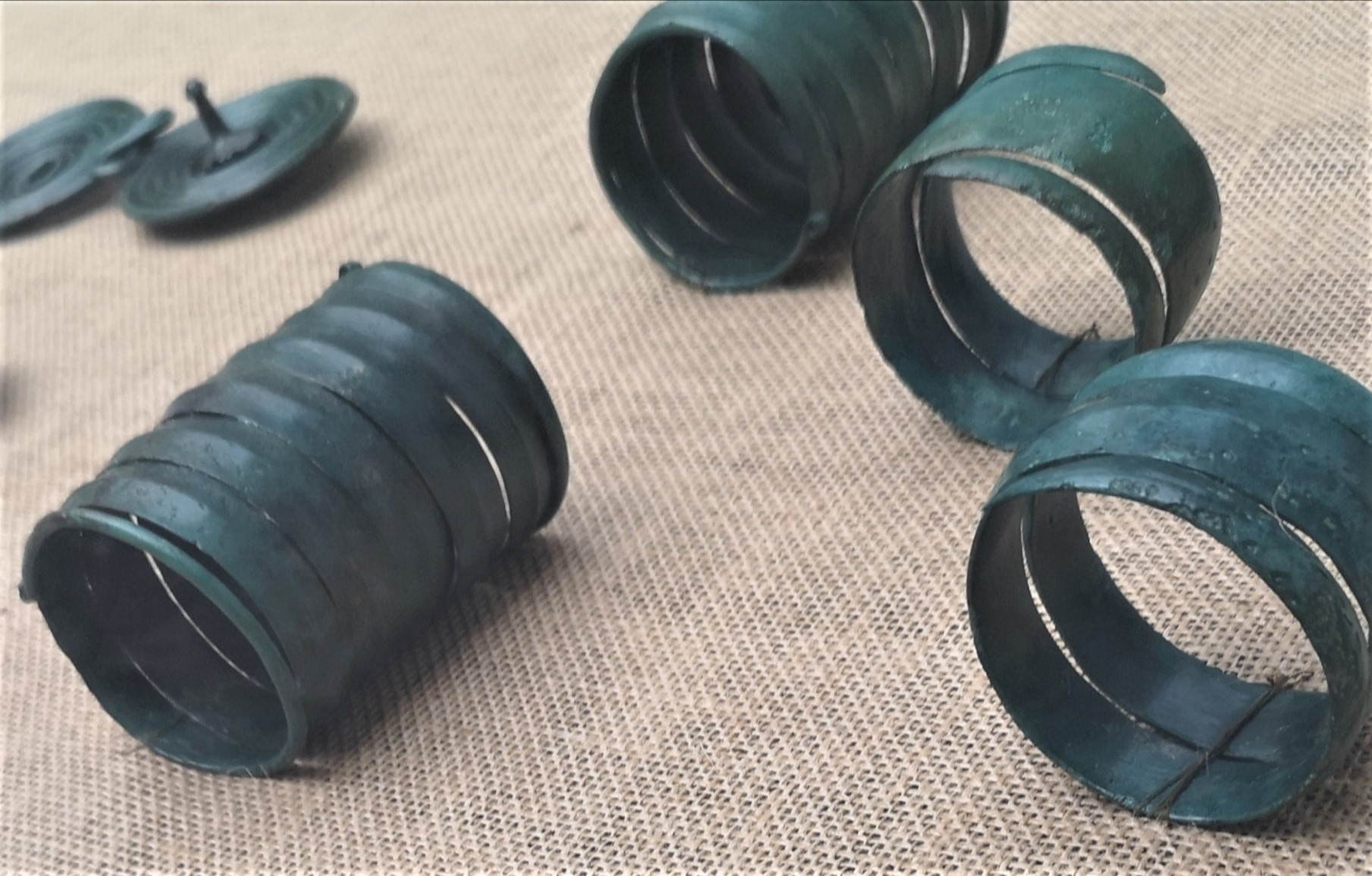
Eisenzeitlicher Armschutz

Die Luboszyce-Kultur (Liebesitzer Kultur, Lebus-Lausitz-Gruppe) bezeichnet die Kultur des ostgermanischen Volks der Burgunden, entwickelt auf dem Gebiet zwischen Elbe und Oder in Mitteleuropa zur Zeit des spätrömischen Kaiserreichs (2. bis 4. Jahrhundert). Ihr Name stammt von dem archäologisch erforschten Gräberfeld in Luboszyce (Liebesitz) bei Gubin (Woiwodschaft Lebus in Polen). Die Bevölkerung dieser Zivilisation bewohnte das Gebiet der heutigen polnischen und deutschen Lausitz.